# Gildo
Gildo ist ein männlicher Vorname.

## Herkunft und Bedeutung
Gildo ist eine Kurzform des italienischen Namens Ermenegildo. Die weibliche Form des Namens ist Gilda.

## Namenstag
- 13. April (vgl. Hermenegild)

## Namensträger

### Vorname
- Gildo (Heermeister)  (≈330–398), spätrömischer Heermeister und lokaler Regent in Africa

- Gildo Bocci (1886–1964), italienischer Schauspieler
- Gildo Brugnola (1890–1960), italienischer römisch-katholischer Geistlicher und Kurienbeamter
- Gildo De Stefano (* 1953), italienischer Jazz-Autor, Journalist und Musikkritiker
- Gildo Insfrán (* 1951), argentinischer Politiker
- Gildo Mahones (1929–2018), US-amerikanischer Pianist des Modern Jazz

### Künstlername
- Rex Gildo (1936–1999), deutscher Schauspieler und Schlagersänger